# NGC 5873
NGC 5873 – mgławica planetarna położona w gwiazdozbiorze Wilka. Została odkryta 2 maja 1883 roku przez Ralpha Copelanda.